# Mässcupen

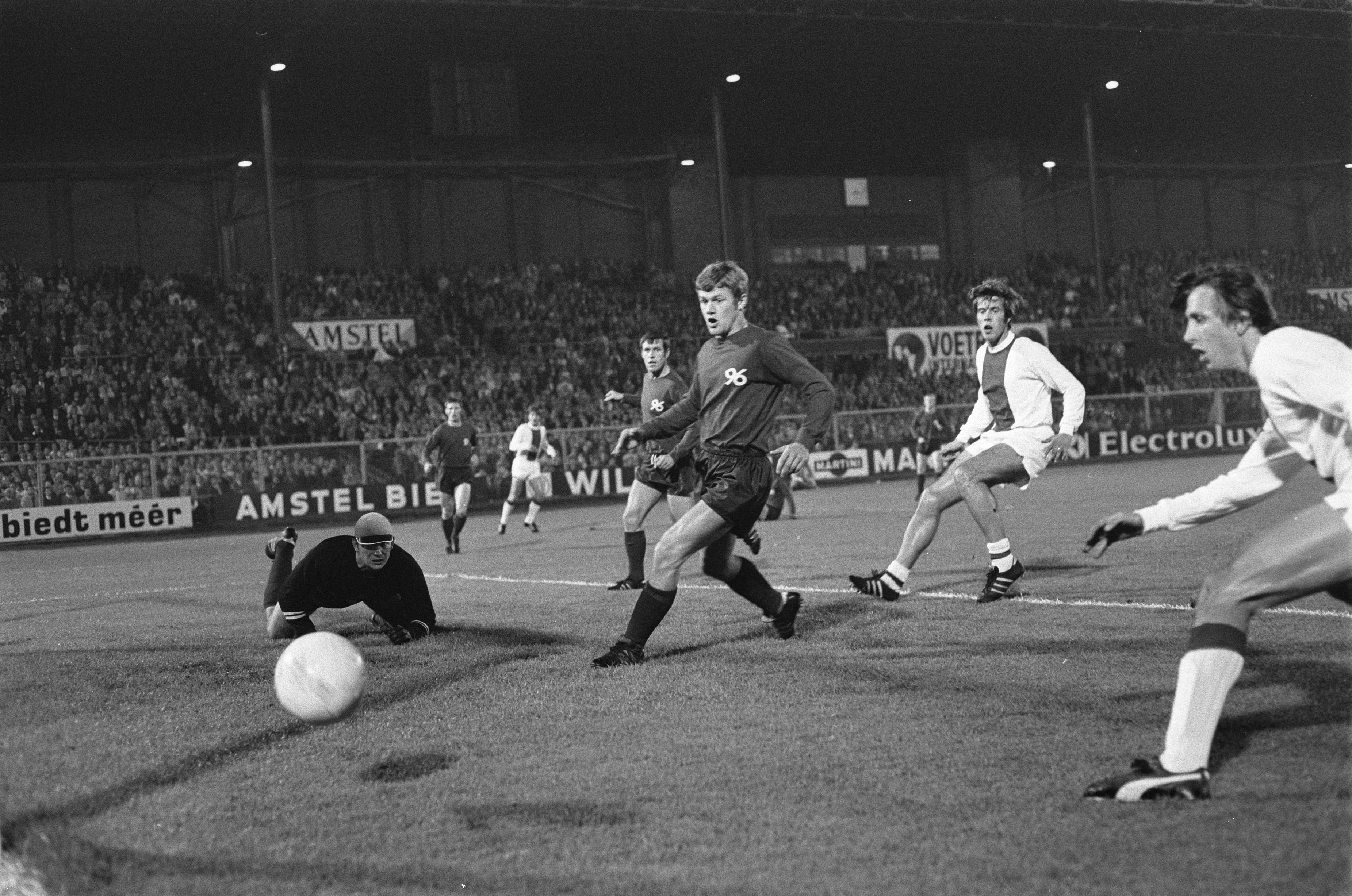
Match mellan Ajax och Hannover 96 på Amsterdams Olympiastadion under säsongen 1969/70.

Mässcupen (engelska: Inter-Cities Fairs Cup) var en fotbollsturnering i Europa. Turneringen spelades första gången 1955–1958 och sista gången säsongen 1970/71. Turneringen ersattes av Uefacupen, som numera heter Uefa Europa League, men var inte en officiell Uefa-turnering.
Spanska klubbar var de mest framgångsrika genom åren med sex finalvinster och tre finalförluster. Barcelona var den mest framgångsrika klubben med tre finalvinster och en finalförlust.

## Historia
Idén till Mässcupen kom från schweizaren Ernst Thommen, italienaren Ottorino Barassi och engelsmannen Stanley Rous, som senare blev Fifa-ordförande. Turneringen grundades den 18 april 1955, bara två veckor efter grundandet av Europacupen för mästarlag. Mässcupen var öppen för lag från europeiska städer som regelbundet höll mässor och inte nödvändigtvis för klubbar – städer med mer än en klubb skickade kombinationslag med spelare från stadens olika klubbar. I den första Mässcupen, som spelades mellan 1955 och 1958, deltog lag från Barcelona, Basel, Birmingham, Frankfurt, Köpenhamn, Lausanne, Leipzig, London, Milano och Zagreb. Matcherna förlades så att de spelades samtidigt som det hölls en mässa i staden. Turneringen växte snabbt i omfång – andra gången den spelades var antalet deltagande lag 16 och femte gången var det 32.
Allt eftersom blev kombinationslagen färre, och från mitten av 1960-talet deltog endast klubbar som kvalificerat sig genom en placering, normalt andra till fjärde plats, i sin inhemska liga. Man införde dock en regel om att endast en klubb per stad fick delta.
Under tidigt 1960-tal dominerade Sydeuropa och framför allt Spanien turneringen; bland de tidiga vinnarna finns Barcelona, Valencia och Real Zaragoza. Turneringen växte ytterligare i prestige och omfång; säsongen 1964/65 deltog 48 klubbar och 1968 vann Leeds United som första klubb från norra Europa turneringen. Leeds vann även turneringen under dess sista år, säsongen 1970/71, då totalt 64 klubbar deltog.

## Finalresultat
I tabellen nedan markeras den sammanlagda vinnaren med fet stil.
| Säsong  | Hemmalag         | Resultat   | Bortalag         | Arena                           | Anmärkning |
| ------- | ---------------- | ---------- | ---------------- | ------------------------------- | --- |
| 1955–58 | London XI        | 2–2        | Barcelona        | Stamford Bridge, London         | Första finalen med en spansk klubb. Första finalen med en engelsk klubb.                                        |
| 1955–58 | Barcelona        | 6–0        | London XI        | Camp Nou, Barcelona             | Första finalen med en spansk klubb. Första finalen med en engelsk klubb.                                        |
| 1958–60 | Birmingham City  | 0–0        | Barcelona        | St Andrew's, Birmingham         | Barcelona blev första klubb att vinna två gånger och första klubb att vinna två år i rad.                       |
| 1958–60 | Barcelona        | 4–1        | Birmingham City  | Camp Nou, Barcelona             | Barcelona blev första klubb att vinna två gånger och första klubb att vinna två år i rad.                       |
| 1960/61 | Birmingham City  | 2–2        | Roma             | St Andrew's, Birmingham         | Första finalen med en italiensk klubb.                                                                          |
| 1960/61 | Roma             | 2–0        | Birmingham City  | Olympiastadion, Rom             | Första finalen med en italiensk klubb.                                                                          |
| 1961/62 | Valencia         | 6–2        | Barcelona        | Luis Casanova-stadion, Valencia | Första finalen mellan två spanska klubbar.                                                                      |
| 1961/62 | Barcelona        | 1–1        | Valencia         | Camp Nou, Barcelona             | Första finalen mellan två spanska klubbar.                                                                      |
| 1962/63 | Dinamo Zagreb    | 1–2        | Valencia         | Maksimirstadion, Zagreb         | Första finalen med en jugoslavisk klubb.                                                                        |
| 1962/63 | Valencia         | 2–0        | Dinamo Zagreb    | Luis Casanova-stadion, Valencia | Första finalen med en jugoslavisk klubb.                                                                        |
| 1963/64 | Real Zaragoza    | 2–1        | Valencia         | Camp Nou, Barcelona             | Finalen avgjordes i en match. Valencias tredje raka final.                                                      |
| 1964/65 | Juventus         | 0–1        | Ferencváros      | Stadio Comunale, Turin          | Finalen avgjordes i en match. Första finalen med en ungersk klubb.                                              |
| 1965/66 | Barcelona        | 0–1        | Real Zaragoza    | Camp Nou, Barcelona             | Första (och enda) finalen att gå till förlängning. Barcelona blev första (och enda) klubb att vinna tre gånger. |
| 1965/66 | Real Zaragoza    | 2–4 (e.f.) | Barcelona        | La Romareda, Zaragoza           | Första (och enda) finalen att gå till förlängning. Barcelona blev första (och enda) klubb att vinna tre gånger. |
| 1966/67 | Dinamo Zagreb    | 2–0        | Leeds United     | Maksimirstadion, Zagreb         | |
| 1966/67 | Leeds United     | 0–0        | Dinamo Zagreb    | Elland Road, Leeds              | |
| 1967/68 | Leeds United     | 1–0        | Ferencváros      | Elland Road, Leeds              | Leeds United blev första klubb från Nordeuropa att vinna.                                                       |
| 1967/68 | Ferencváros      | 0–0        | Leeds United     | Népstadion, Budapest            | Leeds United blev första klubb från Nordeuropa att vinna.                                                       |
| 1968/69 | Newcastle United | 3–0        | Újpest           | St James' Park, Newcastle       | |
| 1968/69 | Újpest           | 2–3        | Newcastle United | Megyeri úti-stadion, Budapest   | |
| 1969/70 | Anderlecht       | 3–1        | Arsenal          | Emile Versé-stadion, Bryssel    | Första finalen med en belgisk klubb.                                                                            |
| 1969/70 | Arsenal          | 3–0        | Anderlecht       | Arsenal Stadium, London         | Första finalen med en belgisk klubb.                                                                            |
| 1970/71 | Juventus         | 2–2        | Leeds United     | Stadio Comunale, Turin          | Leeds United vann på flest gjorda bortamål.                                                                     |
| 1970/71 | Leeds United     | 1–1        | Juventus         | Elland Road, Leeds              | Leeds United vann på flest gjorda bortamål.                                                                     |

## Trofématch
Hösten 1971, efter att Mässcupen ersatts av Uefacupen, spelades en match för att avgöra vilken klubb som skulle få behålla Mässcupens trofé för gott. Matchen spelades mellan Barcelona, som vunnit turneringen tre gånger inklusive den första upplagan, och Leeds United, som vunnit två gånger inklusive den sista upplagan.
| År   | Hemmalag  | Resultat | Bortalag     | Arena               | Anmärkning |
| ---- | --------- | -------- | ------------ | ------------------- | ---------- |
| 1971 | Barcelona | 2–1      | Leeds United | Camp Nou, Barcelona |            |

## Finaler per klubb
Nedanstående tabell presenterar det sammanlagda antalet finalvinster och -förluster per klubb av Mässcupen.
| Nr | Klubb            | Vinster | Förluster | Vinstår          | Förlustår  |
| -- | ---------------- | ------- | --------- | ---------------- | ---------- |
| 1  | Barcelona        | 3       | 1         | 1958, 1960, 1966 | 1962       |
| 2  | Valencia         | 2       | 1         | 1962, 1963       | 1964       |
| 2  | Leeds United     | 2       | 1         | 1968, 1971       | 1967       |
| 4  | Real Zaragoza    | 1       | 1         | 1964             | 1966       |
| 4  | Ferencváros      | 1       | 1         | 1965             | 1968       |
| 4  | Dinamo Zagreb    | 1       | 1         | 1967             | 1963       |
| 7  | Roma             | 1       | 0         | 1961             | -          |
| 7  | Newcastle United | 1       | 0         | 1969             | -          |
| 7  | Arsenal          | 1       | 0         | 1970             | -          |
| 10 | Birmingham City  | 0       | 2         | -                | 1960, 1961 |
| 10 | Juventus         | 0       | 2         | -                | 1965, 1971 |
| 12 | London XI        | 0       | 1         | -                | 1958       |
| 12 | Újpest           | 0       | 1         | -                | 1969       |
| 12 | Anderlecht       | 0       | 1         | -                | 1970       |

## Finaler per land
Nedanstående tabell presenterar det sammanlagda antalet finalvinster och -förluster per land av Mässcupen.
| Nr | Land        | Vinster | Förluster | Vinstår                            | Förlustår              |
| -- | ----------- | ------- | --------- | ---------------------------------- | ---------------------- |
| 1  | Spanien     | 6       | 3         | 1958, 1960, 1962, 1963, 1964, 1966 | 1962, 1964, 1966       |
| 2  | England     | 4       | 4         | 1968, 1969, 1970, 1971             | 1958, 1960, 1961, 1967 |
| 3  | Italien     | 1       | 2         | 1961                               | 1965, 1971             |
| 3  | Ungern      | 1       | 2         | 1965                               | 1968, 1969             |
| 5  | Jugoslavien | 1       | 1         | 1967                               | 1963                   |
| 6  | Belgien     | 0       | 1         | -                                  | 1970                   |

## Maratontabell
Nedanstående tabell presenterar de tio främsta klubbarna i Mässcupens historia. Vinst ger två poäng.
| Nr | Klubb         | S  | V  | O  | F  | GM  | IM | MS  | P  |
| -- | ------------- | -- | -- | -- | -- | --- | -- | --- | -- |
| 1  | Barcelona     | 70 | 35 | 17 | 18 | 141 | 85 | +56 | 87 |
| 2  | Leeds United  | 53 | 28 | 17 | 8  | 92  | 40 | +52 | 73 |
| 3  | Valencia      | 52 | 29 | 10 | 13 | 112 | 67 | +45 | 68 |
| 4  | Juventus      | 46 | 27 | 11 | 8  | 78  | 37 | +41 | 65 |
| 5  | Ferencváros   | 42 | 23 | 5  | 14 | 73  | 43 | +30 | 51 |
| 6  | Real Zaragoza | 36 | 22 | 4  | 10 | 74  | 48 | +26 | 48 |
| 7  | Roma          | 38 | 19 | 9  | 10 | 71  | 47 | +24 | 47 |
| 8  | Dinamo Zagreb | 39 | 16 | 10 | 13 | 65  | 47 | +18 | 42 |
| 9  | Hibernian     | 36 | 18 | 5  | 13 | 66  | 60 | +6  | 41 |
| 10 | Köln          | 31 | 18 | 3  | 10 | 69  | 43 | +26 | 39 |

## Flest mål
Nedanstående tabell presenterar de tio främsta målskyttarna i Mässcupens historia.

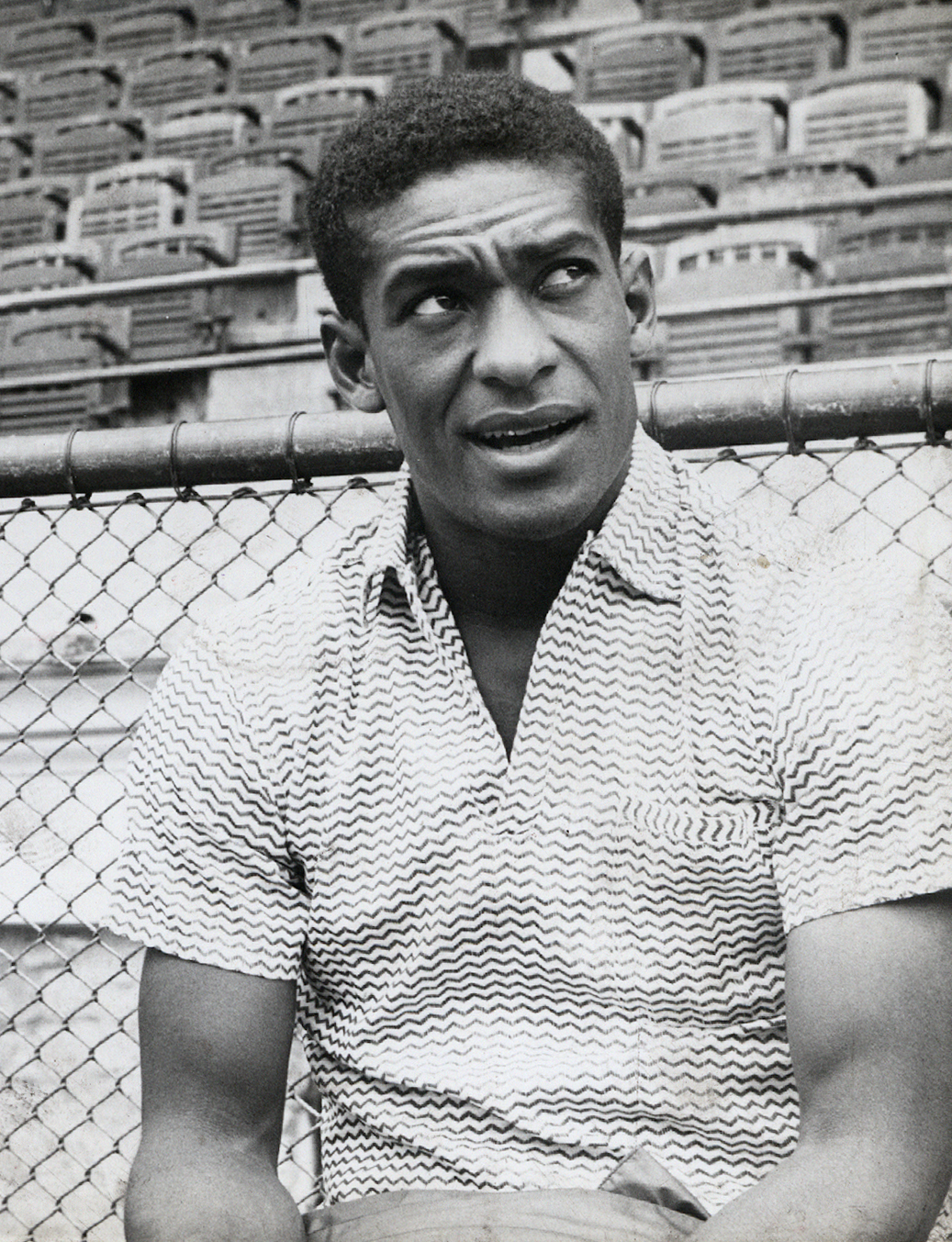
Waldo gjorde flest mål i cupens historia.

| Nr | Spelare             | Mål | Matcher | Målsnitt | År        | Klubb         |
| -- | ------------------- | --- | ------- | -------- | --------- | ------------- |
| 1  | Waldo               | 31  | 44      | 0,7      | 1961–1969 | Valencia      |
| 2  | Peter Lorimer       | 20  | 43      | 0,47     | 1965–1971 | Leeds United  |
| 3  | Flórián Albert      | 19  | 35      | 0,54     | 1962–1970 | Ferencváros   |
| 3  | Ferenc Bene         | 19  | 28      | 0,68     | 1963–1970 | Újpest        |
| 3  | José Antonio Zaldúa | 19  | 23      | 0,83     | 1961–1969 | Barcelona     |
| 6  | Pedro Manfredini    | 18  | 20      | 0,9      | 1960–1965 | Roma          |
| 7  | Evaristo            | 17  | 21      | 0,81     | 1957–1962 | Barcelona     |
| 8  | Vicente Guillot     | 16  | 35      | 0,46     | 1961–1969 | Valencia      |
| 9  | Marcelino           | 15  | 32      | 0,47     | 1962–1969 | Real Zaragoza |
| 10 | Héctor Núñez        | 14  | 22      | 0,64     | 1961–1964 | Valencia      |